# الخليقة (الملاجم)

تعديل مصدري - تعديل

الخليقة هي إحدى قرى عزلة ال غشام الملاجم بمديرية الملاجم التابعة لمحافظة البيضاء، بلغ تعداد سكانها 248 نسمة حسب تعداد اليمن لعام 2004.